# 弗拉根角
弗拉根角（英語：Flagon Point），是南極洲的海岬，位於帕爾默地東岸，處於肖特灣入口處南部，兩座山峰海拔高度分別是295米和395米，在1940年12月由美國探險隊拍攝空中照片，現時由南極條約體系管理。